# Інтегрувальний множник
Інтегрувальний множник (англ. integrating factor) — функція, за допомогою якої спрощують розв'язування певного рівняння із диференціалами. Інтегрувальний множник часто використовують для розв'язання звичайних диференціальних рівнянь, але також використовується в аналізі функцій багатьох змінних, де множення на такий множник дозволяє неточний диференціал перевести в точний (який вже можна інтегрувати для отримання скалярного поля). Це особливо корисно в термодинаміці, де температура стає інтегрувальним множником, який робить ентропію точним диференціалом.

## Використання для розв'язання звичайних диференціальних рівнянь
Інтегрувальні множники стають у пригоді під час ров'язання звичайних диференціальних рівнянь, які можна записати в формі
{\displaystyle y'+P(x)y=Q(x)}
Ідея полягає у віднайдені деякої функції {\displaystyle M(x)}, яка зветься "інтегрувальний множник," на яку ми можемо помножити наше диференціальне рівняння з тим, щоб отримати ліворуч похідну. Для лінійного диференціального рівняння в канонічній формі як наведено вище, інтегрувальний множник буде
{\displaystyle M(x)=e^{\int _{s_{0}}^{x}P(s)ds}}
І множення на {\displaystyle M(x)} дає
{\displaystyle y'e^{\int _{s_{0}}^{x}P(s)ds}+P(x)ye^{\int _{s_{0}}^{x}P(s)ds}=Q(x)e^{\int _{s_{0}}^{x}P(s)ds}}
Використовуючи правило добутку в зворотньому напрямку, ми бачимо, що лівий бік рівняння можна виразити як одну похідну по {\displaystyle x}
{\displaystyle y'e^{\int _{s_{0}}^{x}P(s)ds}+P(x)ye^{\int _{s_{0}}^{x}P(s)ds}={\frac {d}{dx}}(ye^{\int _{s_{0}}^{x}P(s)ds})}
Ми використовуємо цей факт, щоб спростити вираз до 
{\displaystyle {\frac {d}{dx}}(ye^{\int _{s_{0}}^{x}P(s)ds})=Q(x)e^{\int _{s_{0}}^{x}P(s)ds}}
Тоді ми інтегруємо обидва боки по {\displaystyle x}, спочатку через перейменування {\displaystyle x} у {\displaystyle t}, отримуємо
{\displaystyle ye^{\int _{s_{0}}^{x}P(s)ds}=\int _{t_{0}}^{x}Q(t)e^{\int _{s_{0}}^{t}P(s)ds}dt+C}
Насамкінець, ми можемо перенести показникову функцію праворуч для отримання загального розв'язку:
{\displaystyle y=e^{-\int _{s_{0}}^{x}P(s)ds}\int _{t_{0}}^{x}Q(t)e^{\int _{s_{0}}^{t}P(s)ds}dt+Ce^{-\int _{s_{0}}^{x}P(s)ds}}
У випадку однорідного диференціального рівняння, коли {\displaystyle Q(x)=0}, ми отримуємо
{\displaystyle y={\frac {C}{e^{\int _{s_{0}}^{x}P(s)ds}}}}
де {\displaystyle C} є сталою.

### Приклад
Розв'яжемо диференціальне рівняння
{\displaystyle y'-{\frac {2y}{x}}=0.}
Можна побачити, що в цьому випадку {\displaystyle P(x)={\frac {-2}{x}}}
{\displaystyle M(x)=e^{\int P(x)\,dx}}
{\displaystyle M(x)=e^{\int {\frac {-2}{x}}\,dx}=e^{-2\ln x}={(e^{\ln x})}^{-2}=x^{-2}} (Зауважте, що ми не мусимо включати сталу інтегрування - нам потрібен лише розв'язок, а не загальний розв'язок)
{\displaystyle M(x)={\frac {1}{x^{2}}}.}
Множимо на {\displaystyle M(x)} і отримуємо
{\displaystyle {\frac {y'}{x^{2}}}-{\frac {2y}{x^{3}}}=0}
{\displaystyle {\frac {y'x^{3}-2x^{2}y}{x^{5}}}=0}
{\displaystyle {\frac {x(y'x^{2}-2xy)}{x^{5}}}=0}
{\displaystyle {\frac {y'x^{2}-2xy}{x^{4}}}=0.}
Згадуємо як брати похідну від дробу і робимо це у зворотньому напрямку
{\displaystyle \left({\frac {y}{x^{2}}}\right)'=0}
або
{\displaystyle {\frac {y}{x^{2}}}=C\,}
що нам дає
{\displaystyle y\left(x\right)=Cx^{2}.}